# Dezső Szabó

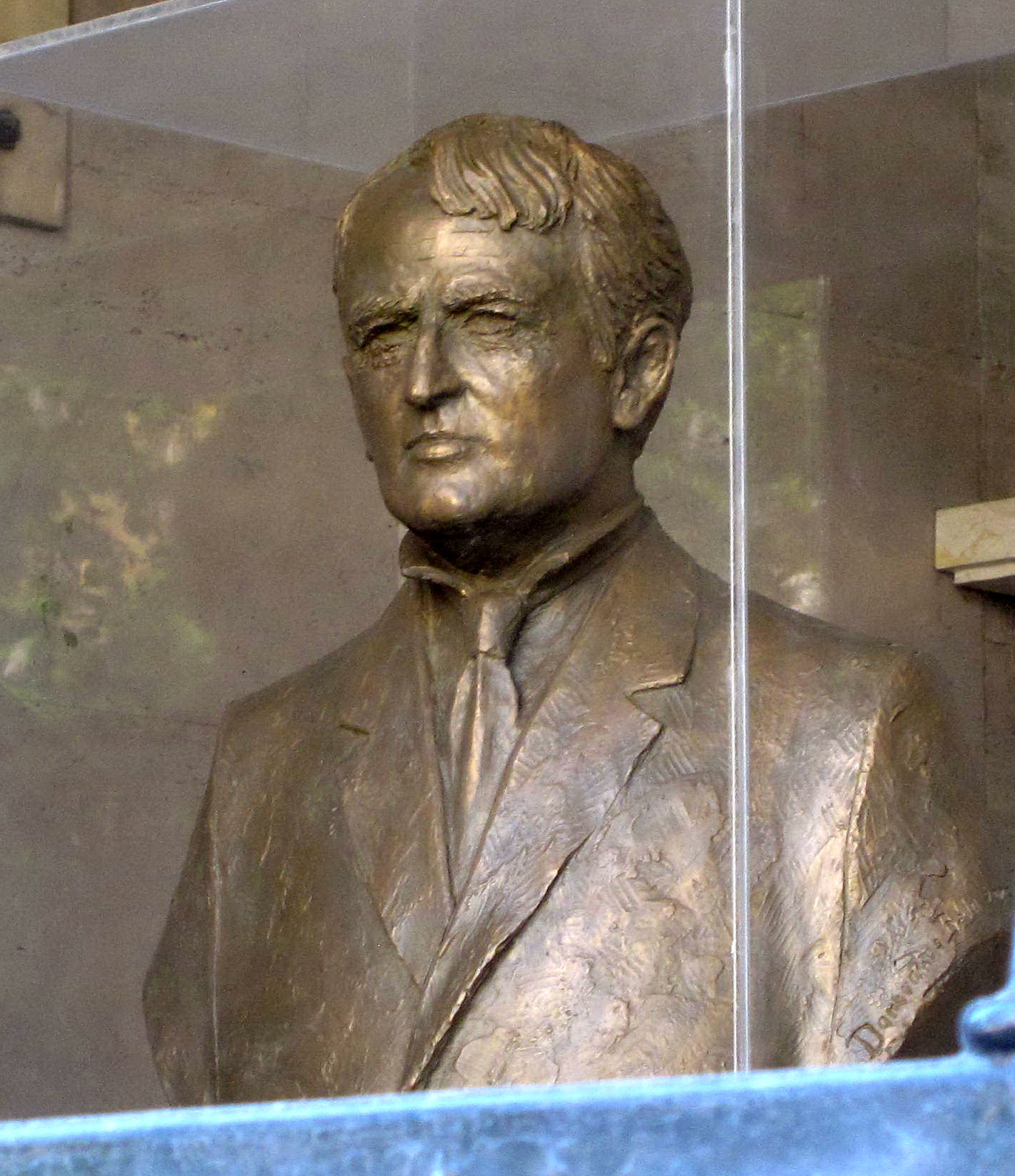
Dezső Szabó

Dezső Szabó, född 10 juni 1879 i Kolozsvár, död 5 januari 1945 i Budapest, var en ungersk författare.
Szabó studerade först finsk-ugrisk språkvetenskap vid Budapests universitet och utgav ett par hithörande arbeten, men vände sig sedan helt till litteraturen. Hans stora roman Az elsodort falu (Den bortsopade byn; 1919) är en expressionistisk prosaskildring som utgör skarp vidräkning med ungerska folkets och samhällets brister, sedda mot första världskrigets bakgrund och med inslag av antisemitism. 
Szabós övriga verk nådde ej samma nivå i fråga om framställningskonst och psykologisk fördjupning och urartade många gånger till ointressant sagostil, mångordigt pamflettskriveri och hatfylld nyckelroman. Hans starka fantasi och ovanliga fabuleringsförmåga förnekade sig dock aldrig. Bland hans senare skrifter kan nämnas novellsamlingarna Mesék a kacagó emberröl (Sagor om den skrattande mannen; 1920), Ölj! (Slå ihjäl!, 1922) och Jaj (Ve!, 1924). Szabó var den ensamme mannen i den ungerska litteraturen, beundrad, oförstådd, avskydd och förföljd.

## Fotnoter
1. 1 2  Brockhaus Enzyklopädie, Brockhaus Enzyklopädie-ID: szabo-dezso, läst: 9 oktober 2017.[källa från Wikidata]
2. 1 2 3  abART, abART person-ID: 9072, läst: 1 april 2021.[källa från Wikidata]
3. ↑  Gemeinsame Normdatei, läst: 17 december 2014.[källa från Wikidata]
4. ↑  Gemeinsame Normdatei, läst: 1 januari 2015.[källa från Wikidata]